# Tönnebrosjön
Tönnebrosjön är en sjö i Gävle kommun och Söderhamns kommun i Hälsingland och ingår i Skärjåns huvudavrinningsområde. Sjön är 3 meter djup, har en yta på 2,64 kvadratkilometer och befinner sig 59 meter över havet. Sjön avvattnas av vattendraget Skärjån (Tönsån).
Genom en damm i sjön leds vatten från Skärjåns avrinningsområde över till Hamrångeåns vattensystem. Avledningen görs till förmån för Vifors kraftstation i Hamrångeån. Överledningen regleras genom en vattendom från 1947 som medger en överledning av 2,5 m³/s, vilket ungefär motsvarar Skärjåns medelvattenföring i denna del. Nuvarande vattenhushållningsbestämmelser medger nolltappning i Skärjån under merparten av året.

## Delavrinningsområde
Tönnebrosjön ingår i det delavrinningsområde (676987-156329) som SMHI kallar för Utloppet av Tönnebrosjön. Medelhöjden är 62 meter över havet och ytan är 8,24 kvadratkilometer. Räknas de 53 avrinningsområdena uppströms in blir den ackumulerade arean 255,73 kvadratkilometer. Avrinningsområdets utflöde Skärjån (Tönsån) mynnar i havet. Avrinningsområdet består mestadels av skog (56 procent) och sankmarker (10 procent). Avrinningsområdet har 2,69 kvadratkilometer vattenytor vilket ger det en sjöprocent på 32,7 procent.